# Abraeinae
Abraeinae là một phân họ bọ cánh cứng thuộc họ Histeridae. Có ít nhất 20 chi và 440 loài được mô tả thuộc phân họ này.

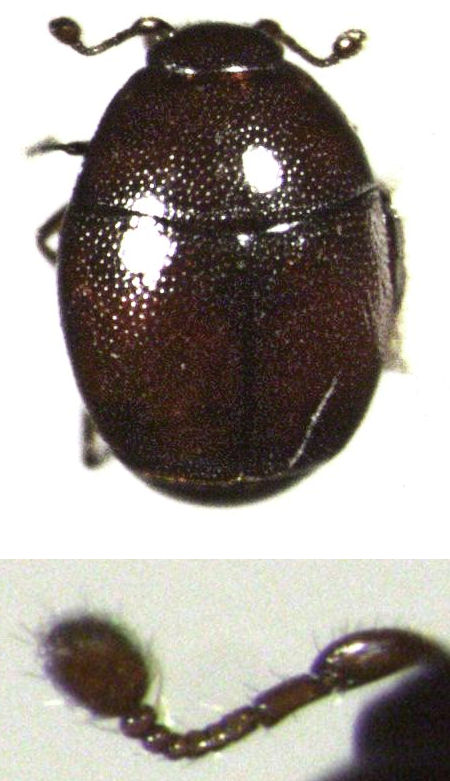
Acritus nigricornis

## Chi
- Abaeletes Cooman, 1940
- Abraeus Leach, 1817
- Acritodes Cooman, 1935
- Acritomorphus Wenzel, 1944
- Acritus J. L. LeConte, 1853
- Aeletes Horn, 1873
- Aeletodes Gomy, 1977
- Anophtaeletes Olexa, 1976
- Arizonacritus Gomy & Warner, 2013
- Chaetabraeus Portevin, 1929
- Eubrachium Wollaston, 1862
- Halacritus Schmidt, 1893
- Iberacritus Yélamos, 1994
- Mascarenium Gomy, 1978
- Phloeolister Bickhardt, 1916
- Plegaderus Erichson, 1834
- Pleuroleptus G. Müller, 1937
- Spelaeabraeus Moro, 1957
- Spelaeacritus Jeannel, 1934
- Teretriosoma Horn, 1873
- Teretrius Erichson, 1834
- Therondus Gomy, 1974
- Trypolister Bickhardt, 1916
- Xiphonotus Lacordaire, 1854